# Soppi
Soppi är en sjö i kommunen Kaavi i landskapet Norra Savolax i Finland. Sjön ligger 154 meter över havet. Den är 12,83 meter djup. Arean är 76 hektar och strandlinjen är 6,93 kilometer lång. Sjön  ingår i Vuoksens huvudavrinningsområde.   Den ligger omkring 63 kilometer öster om Kuopio och omkring 380 kilometer nordöst om Helsingfors. 
I sjön finns öarna Suurisaari och Pienisaari. 